# Radevormwald
Radevormwald é uma cidade de Oberbergischer Kreis, na Renânia do Norte-Vestfália, Alemanha. É uma das cidades as mais antigas na região (Land) de Bergischen, anteriormente condado de Berg.